# Arabische Kampfbewegung für die Befreiung von al-Ahwaz

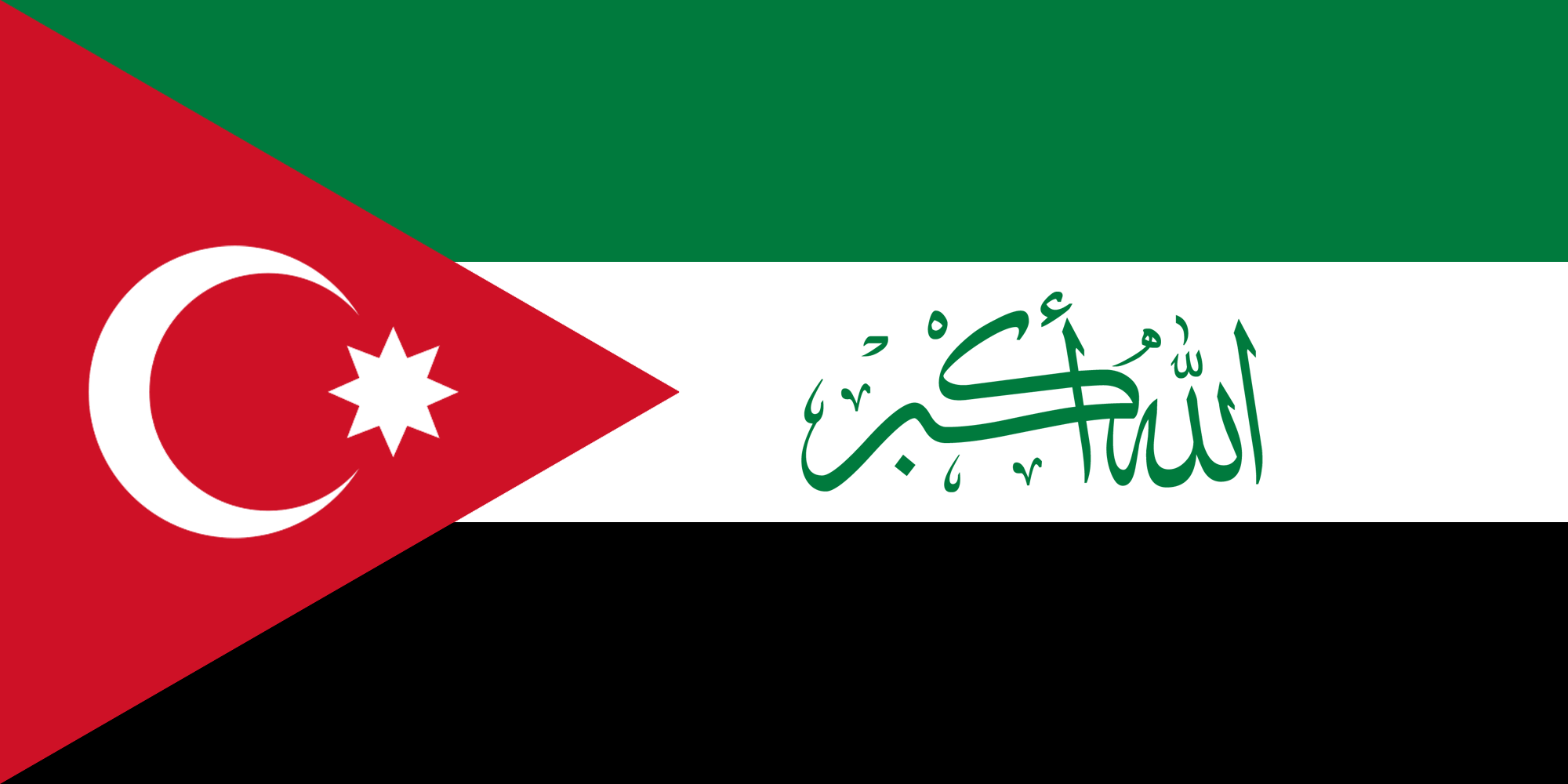
Flagge der ASMLA

Die Arabische Kampfbewegung für die Befreiung von al-Ahwaz (ASMLA; arabisch حركة النضال العربي لتحرير الأحواز, DMG Ḥarakat an-Niḍāl al-ʿArabī li-Taḥrīr al-Ahwāz) ist eine arabische nationalistische und separatistische Aufstandsgruppe, die sich für die Loslösung der Provinz Chuzestan von Iran und die Gründung eines arabischen Staates einsetzt. Sie versucht dieses Ziel durch direkte und gewalttätige Konflikte gegen Iran zu erreichen.

## Geschichte
Die ASMLA wurde von Ahmad Mola Nissi und Habib Jabor gegründet, Mitglieder der Islamischen Versöhnungspartei, die unter dem Vorwand legaler politischer Aktivitäten die Gruppe und ihre bewaffnete Flügel formten. Sie gaben ihre Existenz erst im Jahr 2005 bekannt, als ein gefälschtes Regierungsdokument unter den Chuzestani-Arabern im Umlauf war, um ethnische Spannungen zu provozieren. Kurz nachdem der militärische Flügel der Gruppe, MMDNB, Angriffe durchgeführt hatte, bei denen viele Menschen, einschließlich Zivilisten, getötet wurden, flohen die Gründer im Frühjahr 2006 aus dem Iran, um einer Verfolgung durch die iranischen Sicherheitskräfte zu entgehen. Sie ließen sich in den Vereinigten Arabischen Emiraten nieder und besuchten das Generalkonsulat der Vereinigten Staaten in Dubai, um einen Vertreter der Central Intelligence Agency (CIA) zu treffen. Mola Nissi und Jabor erhielten in den Niederlanden bzw. Dänemark Asylstatus.

## Organisation
Laut Casey Donahue operiert die Gruppe seit 2007 von zwei Hauptquartieren in Dänemark und den Niederlanden aus, aber im Oktober 2015 erlebte ASMLA eine Spaltung. Beide niederländischen und dänischen Fraktionen nutzen denselben Namen und die gleiche Flagge und behaupten weiterhin, die „Märtyrerbrigade“, den militärischen Flügel der ASMLA, zu kontrollieren. Berichten zufolge kam es aufgrund von Meinungsverschiedenheiten darüber, wie das von Saudi-Arabien erhaltene Geld verwendet werden sollte, zur Trennung der beiden Fraktionen.

## Führung
Die dänische Fraktion hat ihren Sitz in Kopenhagen und wird von Habib Jaber al-Ka'abi (auch bekannt als Habib Jabor) geführt. Er war Lehrer und Schulleiter in Schulen in Ahwas und wanderte nach Dänemark aus. Al-Ka'abi kandidierte für einen Parlamentssitz im Iran, verlor aber die Wahl. Er besitzt die dänische Staatsbürgerschaft und wird von den Sicherheitsdiensten Dänemarks vollständig geschützt. Am 30. Oktober 2018 beschuldigte der dänische Sicherheits- und Geheimdienst (DSIS) den Iran, „eine Verschwörung zur Ermordung auf dänischem Boden zu planen“ und den Anführer der ASMLA, der in Dänemark lebt, töten zu wollen.

## Aktivitäten
Die ASMLA hat in der Vergangenheit zahlreiche Anschläge und Attentate in der Provinz Chuzestan verübt, darunter Anschläge auf Energieinfrastrukturen und zivile Ziele. Unter den Anschlägen sind auch die Bombenanschläge von 2005–06 in Ahvaz und der Angriff auf die Militärparade in Ahvaz im Jahr 2018. Die iranische Regierung hat die Gruppe als terroristische Organisation eingestuft.
Die Gruppe hat ihre Ziele und ihre Feindseligkeit gegenüber der iranischen Regierung und dem iranischen Volk in verschiedenen Veröffentlichungen und Erklärungen bekannt gegeben. Die ASMLA befürwortet die Sezession der Provinz Khuzestan und die Schaffung eines arabischen Staates in der Region. Sie behauptet, dass die Araber in Chuzestan unterdrückt und diskriminiert werden und dass ihre Rechte und Interessen von der iranischen Regierung missachtet werden. Die Gruppe hat auch Verbindungen zu anderen arabischen separatistischen Bewegungen in der Region, wie der Arabischen Bewegung des Golfes und der Arabischen Bewegung des Khaleej, sowie zu arabischen Staaten wie Saudi-Arabien und den Vereinigten Arabischen Emiraten.

## Kritik und Kontroverse
Die ASMLA hat von verschiedenen Seiten Kritik und Kontroversen erfahren. Die iranische Regierung hat die Gruppe als terroristische Organisation eingestuft und behauptet, dass sie von ausländischen Mächten wie den USA, Israel und Saudi-Arabien finanziert und unterstützt wird. Die Gruppe wird von Menschenrechtsorganisationen wegen Anschlägen auf zivile Ziele kritisiert.
Die ASMLA hat diese Vorwürfe und Kritiken zurückgewiesen und behauptet, dass sie sich im legitimen Widerstand gegen die Unterdrückung und Diskriminierung der arabischen Bevölkerung in Chuzestan befinde. Sie betont, dass sie sich nur gegen militärische und sicherheitsrelevante Ziele richte und Zivilisten nicht angreife. Die Gruppe hat auch die Unterstützung anderer arabischer Staaten und Organisationen betont und behauptet, dass sie ein wichtiger Teil des arabischen Widerstands gegen die iranische Expansion und Aggression in der Region sei.